# ثنائي أكسيد الكربون فوق الحرج

مخطط أطوار ثنائي أكسيد الكربون (تدريج مقياس الواحدات غير متناسب)

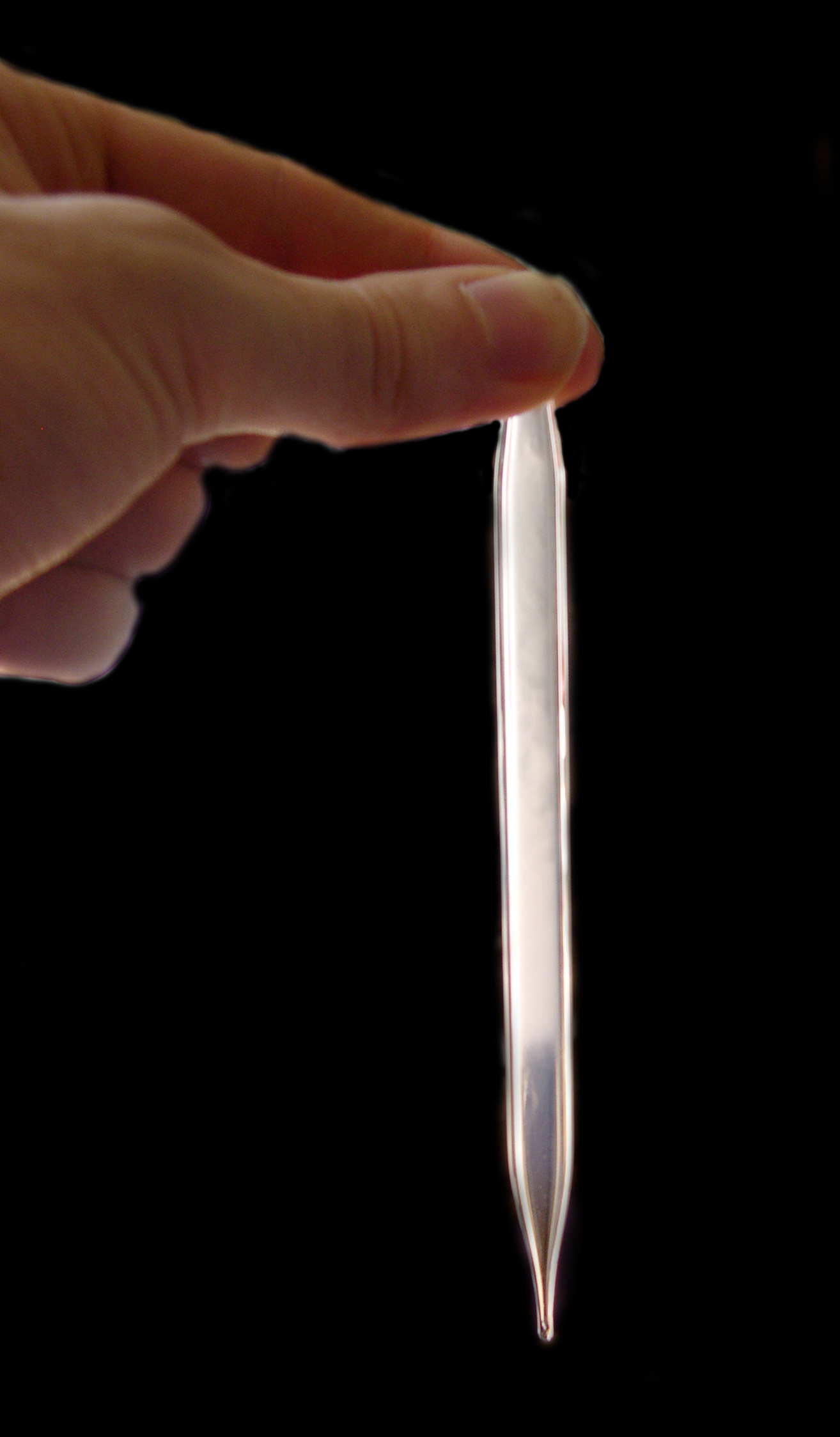
ثنائي أكسيد الكربون عند النقطة الحرجة

ثنائي أكسيد الكربون فوق الحرج (ويرمز له scCO2 من كلمة supercritical التي تعني فوق الحرج) هو ثنائي أكسيد الكربون عندما يكون فوق النقطة الحرجة بالنسبة لكل من الضغط (فوق 73.8 بار) ودرجة الحرارة (فوق 31 °س أي ما يعادل 304.1 كلفن).

## الخصائص
إن حالة المادة لثنائي أكسيد الكربون في الحالة فوق الحرجة تختلف بشكل كلي عن حالته في الظروف القياسية من الضغط ودرجة الحرارة، والتي يكون فيها بالحالة الغازية. إن ثنائي أكسيد الكربون فوق الحرج يكون في حالة بين الحالة الغازية والحالة السائلة، بحيث أن له كثافة مثل السائل، لكن له لزوجة مثل الغاز.
يبلغ الحجم المولي لثنائي أكسيد الكربون فوق الحرج 94 سم3/مول.

## الاستخدامات
يستخدم ثنائي أكسيد الكربون فوق الحرج كمذيب بشكل واسع في الاستخلاص في مجالات عدة، وذلك نظراً لوفرته الطبيعية ولعدم سميته ولسهولة فصله عن المواد المراد استخلاصها. يمكن متابعة خطوات عملية الاستخلاص باستخدام وسائل تحليلية مختلفة منها مطيافية الأشعة تحت الحمراء في المجال القريب NIR.
من التطبيقات على عمليات الاستخلاص استخدام ثنائي أكسيد الكربون فوق الحرج في عملية نزع الكافيين من حبوب البن المحمّصة، والتي طبقت لأول مرة في معهد ماكس بلانك لأبحاث الفحم. في سنة 2007، كان حوالي 20% من القهوة منزوعة الكافيين في السوق الألمانية يحصل عليه باستخدام تلك الطريقة.
يستخدم ثنائي أكسيد الكربون فوق الحرج كوسيلة استخلاص أيضاً في عملية تحديد الهيدروكربونات العطرية متعددة الحلقات في الأتربة والنفايات الصلبة، ومن أجل تحديد الهيدروكربونات القابلة للاستخلاص في الرسوبيات والرماد والماء وفي أوساط أخرى.